# Короткая дорога миссис Тодд
«Короткая дорога миссис Тодд» (англ. Mrs. Todd's Shortcut) — рассказ американского писателя Стивена Кинга в жанре мистики, опубликованный в 1984 году в журнале «Redbook». В 1985 году вошёл в состав сборника «Команда скелетов».

## Сюжет
Повествование ведётся от лица старика Дэвида (Дейва) Оуэнса (англ. David (Dave) Owens), живущего в городе Касл-Роке (штат Мэн. Он пересказывает историю жизни своего приятеля Хоумера Бакланда (англ. Homer Buckland).
В молодости Хоумер работал у Уэрта (англ. Worth Todd) и Офелии Тоддов (англ. Ophelia Todd), которые приезжали в Касл-Рок на лето. Офелия была общительной и жизнерадостной женщиной и многое делала для своего города. Также у неё было хобби — на своём спортивном автомобиле «Mercedes-Benz 190SL» она отыскивала кратчайшие маршруты проезда и ездила по ним. Однажды она взяла Хоумера с собой, и тот увидел, как Офелия, срезав расстояние, проехала по странной местности, явно не принадлежащей штату Мэн и, возможно, вообще не принадлежавшей нашему миру — в той местности деревья, похожие на ивы, очень низко нависали над дорогой, а их ветки (как живые) пытались схватить проезжающих Офелию и Хоумера и выдернуть из автомобиля; также весь лес и трава шевелились, а на пне Хоумер заметил лягушку размером с кота. После этой поездки Хоумер был изумлён увиденным, но Офелия как будто ничего и не заметила.
С каждым разом Офелия Тодд находила всё более и более короткие маршруты, и в конце концов каким-то образом она стала проезжать значительно меньше миль, чем насчитывалось на карте по прямой от одной точки до другой. Однажды Бакланд увидел автомобиль Офелии, только что вернувшийся из очередной короткой поездки через эту загадочную и непонятную местность — на кузов налипли странные шевелящиеся водоросли, к ветровому стеклу пристали неизвестные крупные насекомые (мотыльки размером с воробья и комары с человеческими глазами), а на решётке радиатора висел мёртвый зверёк, похожий на помесь ласки с горностаем; также Хоумер заметил, что Офелия стала выглядеть моложе и красивее, и сравнил её с богиней Дианой. В конце концов, после очередной поездки по короткой дороге Офелия пропала без вести.
8 лет спустя Дейв снова встретил Хоумера, который выглядел лет на 10 моложе своего возраста. Хоумер говорит Дейву, что вновь встретил Офелию и собирается уехать вместе с ней навсегда. На глазах шокированного Дейва Хоумер садится в автомобиль к подъехавшей пропавшей Офелии, ослепительно красивой и выглядящей почти на 16 лет, и они уезжают.

## Персонажи
- Дэвид (Дейв) Оуэнс — старик из города Касл-Рока, рассказчик.
- Хоумер Бакланд — главный герой, приятель Дейва Оуэнса. В молодости работал у семьи Тоддов (присматривал за их летним домом). После поездки с Офелией Тодд проникся к ней восхищенной влюбленностью. Был женат на Меган Бакланд, ревновавшей его к миссис Тодд. К началу повествования овдовел.
- Офелия Тодд — главная героиня, любительница «срезать путь». В поисках короткого пути обретала сверхъестественные способности и привлекательность, становясь подобной богине Диане — «охотнице, которая гоняла по небу луну». Была замужем за Уэртом Тоддом, который не обращал внимания на её увлечение. Спустя 8 лет после её исчезновения Уэрт женился на другой женщине.

## История создания
Прототипом главной героини рассказа Кинг называл свою жену Табиту и при этом выражал надежду, что он сам не похож на мужа главной героини. Кинг писал, что этот рассказ стал для него своеобразным возвращением в прошлое, когда всё «кажется новым и открывает новые горизонты».

## Публикация и переводы на русский язык
Впервые рассказ был опубликован в журнале «Redbook» в 1984 году. Кинг отмечал, что до этого он пытался опубликовать рассказ в трёх женских журналах, но везде получил отказ — в двух журналах ему отказали по соображениям приличий, а в третьем («Cosmopolitan») из-за того, что Офелия Тодд «слишком великовозрастна».
В 1985 году, несколько переработанный рассказ вошёл в авторский сборник «Команда скелетов». По настоящее время неоднократно переиздавался как в составе этого сборника, так и в антологиях.
На русский язык рассказ впервые был переведён в 1988 году А. Зверевым и А. Корженевским и опубликован в газете «Литературная Россия» в №21 и №22. В 1993 году в переводе А. Корженевского как «Короткая дорога миссис Тодд» был опубликован в сборнике «Кэрри» ТОО «С. Зяблов и сын». В том же году как «Кратчайший путь для миссис Тодд» в переводе В. Сухорукова был впервые опубликован в томе «Куджо» собрания сочинений Кинга от издательства «Кэдмэн». В переводе О. Н. Рудавина как «Короткий путь миссис Тодд» издавался харьковским ООО фирма «Дельта» в составе сборника «Команда скелетов» в 1996 году.
Перевод А. И. Корженевского (1997) неоднократно издавался «АСТ». В фэндоме рассказ известен также как «Короткая дорожка миссис Тодд», хотя под этим названием официально не публиковался.

## Отсылки к другим произведениям Кинга
В начале романа упоминается житель Касл-Рока Джо Кэмбер, убитый бешеным сенбернаром — это отсылка к роману «Куджо».

## Отзывы
Вадим Эрлихман называет рассказ лиричным и сказочным «в духе британских легенд о феях, уводящих смертных в иную реальность». Он также отмечает, что выражение «ужасающая красота» (англ. her beauty was terrible, в переводе А. Корженевского: «… и красоты была действительно убийственной»), которой в рассказе наделена Офелия, принадлежит перу Уильяма Йейтса:
В рассказе в неявном виде прослеживается свойственная скорее научной фантастике отсылка к специальной теории относительности, точнее к релятивистскому замедлению времени: Офелия всё быстрее «срезает путь», и в итоге не просто медленнее стареет (в СТО постулируется, что время для движущихся объектов течёт медленнее), но даже молодеет. В рассказе обсуждается также такой фантастический принцип, как «искривление пространства»: Офелия, проехав 67 миль, попала из Касл-Рока в Бангор, хотя расстояние по прямой между этими городами — 79 миль; когда же Хоумер сказал, что это невозможно, она сравнила реальное расстояние с географической картой и сказала, что если сложить в несколько раз как то, так и другое, путь станет короче.